# Geschwister Biberstein
Die Geschwister Biberstein sind ein volkstümliches Gesangsquartett aus dem Schweizer Kanton Solothurn.

## Geschichte
Die vier Schwestern Ruth (* 11. Februar 1950), Marie-Louise (* 1. August 1951), Margreth (* 23. Februar 1954) und Dorli (* 12. Juni 1957) wuchsen auf einem Bauernhof in Hubersdorf auf und entdeckten schon in ihrer Kindheit ihre Freude am gemeinsamen Singen. Den Durchbruch erreichten sie 1976, indem sie bei einem Nachwuchstalentwettbewerb auf Platz 2 kamen. 1977 traten sie erstmals im Fernsehen – in der Gala für Stadt und Land von Wysel Gyr – auf.
1979 produzierte Alex Eugster vom Trio Eugster mit ihnen den ersten Tonträger. Heute gehören die vier Schwestern zu den bedeutendsten Interpretinnen des volkstümlichen Schlagers in der Schweiz. Nicht selten werden sie von der Superländlerkapelle von Carlo Brunner oder dem Trio Turi Schellenberg begleitet. (Turi Schellenberg ist der Ehemann von Ruth.) Für das Album So en Tag erhielten sie in der Schweiz eine Goldene Schallplatte.
Neben ihren hauptberuflichen Tätigkeiten besitzen sie am Klosterplatz 6 in Solothurn die Weingalerie Geschwister Biberstein.

## Evergreen
Der von den Geschwistern Biberstein und der Superländlerkapelle interpretierte Titel So en Tag erhielt den Platz 3 im schweizerischen Grand Prix der Volksmusik 1988. Das Marschlied wurde von Arno Jehli, Raivo Tammik und Carlo Brunner komponiert und von Charles Lewinsky getextet.

## Diskografie (Auswahl)

### Alben
- 1979: Mitenand gahts besser (mit Ländlertrio Turi Schellenberg)
- 1988: So en Tag
- 1989: Spontan und herzlich
- 1992: Stimmigsvoll
- 1997: Familie Wiehnacht (mit Keiser Chörli)
- 1997: Familie Wiehnacht 2 (mit Keiser Chörli)
- 2005: Familie Wiehnacht
- 2014: Härzbluet - s’Bescht - Ihri schönschte Hits

### Singles
- 1978: Üse Vatter / Buebe-Geografie
- 1988: So en Tag
- 1988: Jetzt fangt’s vo vorne aa
- 1989: Schlächti Luune darfsch nid ha
- 1991: Akkordeon und Klarinett / Es Rütschli i-m-e Kütschli (mit Carlo Brunner’s Superländlerkapelle)